# しなな泰之
しなな 泰之（しなな やすゆき、1981年 - ）は日本のライトノベル作家。新潟県出身、仙台市在住。2007年、『スイーツ!』で集英社主催の第七回スーパーダッシュ小説新人賞佳作を受賞し、デビュー。魚座のA型。
「魔法少女を忘れない」は堀禎一監督によって実写映画化されている。

## 作品リスト
- スイーツ! ISBN 978-4-08-630445-0（2008年9月25日）
- 魔法少女を忘れない ISBN 978-4-08-630491-7（2009年6月25日）